# Coreea de Sud la Jocurile Olimpice de vară din 2012
Coreea de Sud a participat la Jocurile Olimpice de vară din 2012 din Londra, Regatul Unit în perioada 27 iulie - 12 august 2012, cu o delegație de 248 de sportivi care a concurat la 22 de sporturi. S-a aflat pe locul 5 în clasamentul pe medalii.
| Medalii după sport | Medalii după sport | Medalii după sport | Medalii după sport | Medalii după sport |
| ------------------ | ------------------ | ------------------ | ------------------ | ------------------ |
| Sport              | Aur                | Argint             | Bronz              | Total              |
| Tir                | 3                  | 2                  | 0                  | 5                  |
| Tir cu arcul       | 3                  | 0                  | 1                  | 4                  |
| Scrimă             | 2                  | 1                  | 3                  | 6                  |
| Judo               | 2                  | 0                  | 1                  | 3                  |
| Taekwondo          | 1                  | 1                  | 0                  | 2                  |
| Gimnastică         | 1                  | 0                  | 0                  | 1                  |
| Lupte              | 1                  | 0                  | 0                  | 1                  |
| Natație            | 0                  | 2                  | 0                  | 2                  |
| Box                | 0                  | 1                  | 0                  | 1                  |
| Tenis de masă      | 0                  | 1                  | 0                  | 1                  |
| Badminton          | 0                  | 0                  | 1                  | 1                  |
| Fotbal             | 0                  | 0                  | 1                  | 1                  |
| Total              | 13                 | 8                  | 7                  | 28                 |